# ناوبان‌ماهی صاف‌باله
 ناوبان‌ماهی صاف‌باله(نام علمی: Porichthys notatus) نام یک گونه از سرده ناوبان‌ماهی است.